# 1991 في فرنسا
فيما يلي قوائم الأحداث التي وقعت خلال عام 1991 في فرنسا.

## سياسة

### تعيين في المنصب
- 9 مارس – نيكولا امالينا نائب فرنسي.
- 15 مايو – إديت كريسون رئيس الوزراء الفرنسي.
- 15 مايو – مارتين أوبري وزارة العمل.

### انتهاء فترة المنصب
- 15 مايو – ميشال روكار رئيس الوزراء الفرنسي.
- 16 يونيو – دومينيك ستراوس كان نائب فرنسي.
- 17 يونيو – جان إيف لودريان نائب فرنسي.

## رياضة
- 1 يناير – دورة فرنسا المفتوحة 1991
- 7 يوليو – جائزة فرنسا الكبرى 1991 الفائز نايجل مانسيل.

## أفلام
من الأفلام التي صدرت هذه السنة في فرنسا:
- 1 يناير – طوق الحمامة المفقود من إخراج الناصر خمير.
- 3 يوليو – تيرميناتور 2: يوم الحساب من إخراج جيمس كاميرون.

## برامج ومسلسلات وأنمي
- مغامرات تان تان
- لي غينيول دو لانفو

## كتب
من الكتب التي صدرت هذه السنة في فرنسا:
- 1 يناير – النمل من تأليف برنارد فيربير.
- 1 يناير – حرب الخليج لم تحدث من تأليف جان بودريار.

## مواليد

### يناير
- 1 يناير – أليس دو لونكسانغ ممثلة فرنسية.
- 1 يناير – ستايسي مارتن ممثلة فرنسية.
- 3 يناير – سيباستيان فاوري لاعب كرة قدم فرنسي.
- 3 يناير – ياسين قاسمي لاعب كرة قدم مغربي.
- 7 يناير – كليمينت غرينيير لاعب كرة قدم فرنسي.
- 22 يناير – أنايس مالي عارضة فرنسية.
- 24 يناير – يانيس ساليبور لاعب كرة قدم فرنسي.
- 30 يناير – جوردان أبودو لاعب كرة سلة فرنسي.

### فبراير
- 1 فبراير – فوزي غلام لاعب كرة قدم جزائري.
- 3 فبراير – ماكسيم بورجوا لاعب كرة قدم فرنسي.
- 8 فبراير – وهبي خزري لاعب كرة قدم.
- 11 فبراير – يانيس تافر لاعب كرة قدم فرنسي.
- 13 فبراير – إلياكيم مانغالا لاعب كرة قدم فرنسي.
- 13 فبراير – فياني مغني ومؤلف فرنسي.
- 15 فبراير – جيريمي نزيولي لاعب كرة سلة فرنسي.
- 16 فبراير – هوغو نيز لاعب كرة مضرب فرنسي.
- 18 فبراير – عبد الحكيم عمراني لاعب كرة قدم جزائري.
- 19 فبراير – وليد الحجام لاعب كرة قدم فرنسي.
- 21 فبراير – مولا واغي لاعب كرة قدم فرنسي.
- 22 فبراير – رياض محرز لاعب كرة قدم جزائري.

### مارس
- 3 مارس – كوينتين جاكيه متسابق دراجات نارية فرنسي.
- 7 مارس – أنتوني مفا ميزوي لاعب كرة قدم غابوني.
- 11 مارس – سيباستيان فيليه لاعب شطرنج فرنسي.
- 18 مارس – بيار هوغو هربرت لاعب كرة مضرب فرنسي.
- 21 مارس – أنطوان غريزمان لاعب كرة قدم فرنسي.
- 29 مارس – نغولو كانتي لاعب كرة قدم فرنسي.

### أبريل
- 4 أبريل – ويليام ريمي لاعب كرة قدم فرنسي.
- 9 أبريل – مارين فاكت
- 11 أبريل – سيدريك باكامبو
- 12 أبريل – فابين بوير لاعب كرة قدم فرنسي.
- 17 أبريل – فابيان باسكال لاعب كرة سلة فرنسي.
- 17 أبريل – كونستانس جابلونسكي عارضة فرنسية.
- 17 أبريل – مايل ليبرون لاعب كرة سلة فرنسي.
- 24 أبريل – سيغريد أغرين عارضة فرنسية.

### مايو
- 2 مايو – فيكتوريا لارير لاعبة كرة مضرب فرنسية.
- 8 مايو – توماس فونتين لاعب كرة قدم فرنسي.
- 13 مايو – فرانسيس كوكلين لاعب كرة قدم فرنسي.
- 20 مايو – فلوريان لوجون لاعب كرة قدم فرنسي.
- 21 مايو – عبد الله ديابي
- 22 مايو – كينتين ماهي لاعب كرة يد فرنسي.
- 28 مايو – ألكسندر لاكازيت لاعب كرة قدم فرنسي.

### يونيو
- 3 يونيو – مارك فيدال لاعب كرة قدم فرنسي.
- 9 يونيو – إيرينا رامياليسون لاعبة كرة مضرب فرنسية.
- 14 يونيو – دياندرا تشاتشوانغ لاعبة كرة سلة فرنسية.
- 20 يونيو – خاليدو كوليبالي لاعب كرة قدم فرنسي.
- 21 يونيو – غايل كاكوتا لاعب كرة قدم فرنسي.
- 25 يونيو – كريستا ثيريت ممثلة فرنسية.
- 29 يونيو – رشيد بوهنة لاعب كرة قدم فرنسي.

### يوليو
- 9 يوليو – أسترايد إن جوان لاعبة كرة يد فرنسية.
- 11 يوليو – ستيفن لو كوكان متسابق دراجات نارية فرنسي.
- 20 يوليو – جوليان موريس درّاج طريق فرنسي.
- 30 يوليو – لوري تيلمان

### أغسطس
- 7 أغسطس – مهدي بورابيا لاعب كرة قدم فرنسي.
- 11 أغسطس – إستل نزي مينكو لاعبة كرة يد فرنسية.
- 24 أغسطس – ياسين جبور لاعب كرة قدم فرنسي.
- 26 أغسطس – ارنو ديمار درّاج طريق فرنسي.
- 30 أغسطس – غايا فايس

### سبتمبر
- 4 سبتمبر – ماتيو ميشيل لاعب كرة قدم فرنسي.
- 11 سبتمبر – جوردان آيو لاعب كرة قدم غاني.
- 11 سبتمبر – ياسين بامو لاعب كرة قدم فرنسي.
- 22 سبتمبر – باسكال مارتينوت لاغارد رياضي فرنسي.
- 26 سبتمبر – ألما جودوروسكي
- 30 سبتمبر – جوفري لاوفيرجني لاعب كرة سلة فرنسي.

### أكتوبر
- 1 أكتوبر – تيموثي كولودزيتشاك لاعب كرة قدم فرنسي.
- 6 أكتوبر – ماتيو جريبيل لاعب كرة يد فرنسي.
- 7 أكتوبر – عبد القادر الوسلاتي لاعب كرة قدم فرنسي.
- 9 أكتوبر – اندي ديلور لاعب كرة قدم فرنسي.
- 9 أكتوبر – ريان فريكش لاعب كرة قدم مغربي.
- 22 أكتوبر – عيسى ماندي لاعب كرة قدم جزائري.

### نوفمبر
- 18 نوفمبر – كلوي بولو لاعبة كرة يد فرنسية.
- 24 نوفمبر – ألبانو أوليفيتي لاعب كرة مضرب فرنسي.
- 30 نوفمبر – كلينغاندي

### ديسمبر
- 10 ديسمبر – أودريي باستيان ممثلة فرنسية.

## وفيات

### يناير
- 1 يناير – آلان لوران (مواليد 1948) ممثل فرنسي.

### مارس
- 2 مارس – سيرج غينسبور (مواليد 1928)

### مايو
- 8 مايو – ميشيل روبيدا (مواليد 1909) صحفي فرنسي.
- 23 مايو – رينيه لوفيفر (مواليد 1898)

### يونيو
- 29 يونيو – هنري لوفيفر (مواليد 1901) فيلسوف فرنسي.

### يوليو
- 19 يوليو – شارل أندري جوليان (مواليد 1891) صحفي فرنسي.
- 22 يوليو – أندريه دوتل (مواليد 1900) كاتب فرنسي.

### نوفمبر
- 18 نوفمبر – كلود كاهن (مواليد 1909) مؤرخ فرنسي.

### ديسمبر
- 4 ديسمبر – إيتيان فاجون (مواليد 1906) سياسي فرنسي.
- 14 ديسمبر – كلود فاراجي (مواليد 1942) روائي فرنسي.